# Епархия Зренянина
Епархия Зренянина (лат. Dioecesis Zrenianensis, серб. Зрењанинска бискупија) — католическая епархия с центром в Зренянине (Воеводина, Сербия).

## История
Исторически на территории Воеводины в целом и сербской части области Банат в частности, проживало значительное количество людей католического вероисповедания, в основном принадлежавшие к национальным меньшинствам Воеводины — немцам,венграм, хорватам, словакам и др. Самой большой была община немцев, восходящая к переселенцам из Германии XVIII века, которые переезжали на обезлюдевшие после турецкого ига земли между Тисой и Дунаем. В 1716 году была восстановлена епархия Сегеда, в юрисдикцию которой входили и католики Баната.
После раздела Венгрии по окончании Первой мировой войны часть Баната отошла Сербии, а центр диоцеза Сегед остался в Венгрии. В связи с этим в 1923 году была создана Апостольская администратура югославского Баната.
По окончании Второй мировой войны число верующих католиков в апостольской администратуре уменьшилось вдвое с 200 до 100 тысяч, в связи с тем, что немецкое население почти полностью покинуло Банат после войны. С этого момента большинство католиков Баната стали составлять этнические венгры.
16 декабря 1986 года апостольская администратура преобразована в полноценную епархию.

## Современное состояние
Епархия Зренянина — одна из пяти католических территориальных структур Сербии, является суффраганной по отношению к архиепархии Белград-Смедерево. Епархия объединяет приходы латинского обряда сербской части исторической области Банат. Расположенные на территории епархии приходы византийского обряда подчиняются не ей, а епархии Руски-Крстура, как и все прочие грекокатолические приходы Сербии. Кафедральный собор епархии — Собор Святого Иоанна Непомуцкого. С 2008 года епархию возглавляет епископ Ласло Немет. Основной контингент прихожан епархии — национальные меньшинства Воеводины, больше всего среди них венгров, также есть хорваты, чехи, болгары и немцы. В 27 приходах епархии в богослужении используется венгерский язык, в 4 — венгерский и хорватский, в трёх — только хорватский, в трёх — хорватский и болгарский, в двух — хорватский и чешский, в одном — немецкий.
По данным на 2010 год епархия насчитывала 38 приходов, 26 священников, 6 монахов (из которых 5 — иеромонахи) и 6 монахинь. Число католиков — 64 110 человек, что составляет 11,6 % общего населения епархии.

## Ординарии епархии
- епископ Ласло Хужвар (7 января 1988 — 30 июня 2007)[4];
- епископ Ласло Немет (23 апреля 2008[5] — 5 ноября 2022)[6];
- епископ Мирко Штефкович (18 марта 2024[7] — по настоящее время).